# Grand Hotel (programma televisivo)
Grand Hotel è stato un programma televisivo italiano trasmesso da Canale 5 in due edizioni tra il 1985 e il 1986. La prima edizione è andata in onda dal 12 ottobre 1985 al 4 gennaio 1986, mentre la seconda dal 1º marzo al 31 maggio 1986.

## La trasmissione
Ambientato in un ipotetico albergo di lusso, lo show fu ideato da Silvio Berlusconi e annunciato trionfalmente dalla Fininvest durante l'estate 1985 (l'esordio era inizialmente previsto per il 28 settembre, ma la prima puntata è stata trasmessa il 12 ottobre), con la dichiarata intenzione di rosicchiare pubblico e ascoltatori ai varietà del sabato sera di Rai 1 Fantastico Il budget impegnato per ogni puntata dello spettacolo era di 500 milioni di lire.
Si trattava di una sorta di rivista che proponeva una continua carrellata di sketch comici interpretati dai vari personaggi che affollavano il Grand Hotel del titolo, con alcuni ospiti fissi e altri di passaggio. Il cast del programma era nutritissimo. Alla prima edizione parteciparono Gigi e Andrea nelle vesti dei truffaldini proprietari dell'hotel, Carmen Russo (la stella del night), Paolo Villaggio (che ripropone i suoi personaggi Giandomenico Fracchia, il professor Kranz e la lavandaia femminista), Franco e Ciccio e Giampiero Ingrassia (i portieri), Massimo Ciavarro e Cristina Moffa (due impiegati), Mauro Di Francesco (il lift), Anna Mazzamauro (la centralinista), Gegia (la cameriera), Alberto Tovaglia e Piero Mazzarella (un ricco commendatore). Ospite d'onore della prima puntata fu Alain Delon, cui seguirono, tra gli altri, Eleonora Giorgi, Mario Merola, Ira von Fürstenberg, Ornella Vanoni, Catherine Spaak, Monica Setta, i protagonisti della sit-com I Jefferson Sherman Hemsley e Isabel Sanford, Annie Girardot, Agostina Belli  Tra le vallette di questa prima edizione Petra Scharbach.
Con la regia di Giancarlo Nicotra (aiuto regista della trasmissione era Paolo Beldì), il nutrito cast di autori annoverava, tra gli altri, Bruno Corbucci, Mario Amendola, Fosco Gasperi e Zoe Incrocci. Le musiche erano di Augusto Martelli e le coreografie di Enzo Paolo Turchi e, per Cristina Moffa, di Nick Navarro.
La prima edizione si concluse il 4 gennaio 1986, mentre nelle serate di sabato 25 gennaio e dell'8 febbraio, furono trasmessi due speciale intitolati Ti ricordi al Grand Hotel?, che riassumeva i migliori sketch dell'edizione appena conclusa.
Il 1º marzo 1986 fece il suo debutto la seconda edizione del programma, che torna quindi in onda appena due mesi dopo la conclusione della prima con un cast totalmente rinnovato; degli artisti protagonisti restarono solo Gigi e Andrea, Paolo Villaggio e Mauro Di Francesco, mentre subentrarono Sydne Rome, Massimo Boldi, Teo Teocoli, Alfredo Papa, Roberto Gervaso, i La Tresca, Sabrina Salerno, Vittorio Marsiglia, Gianna Martorella, Eleonora Stark, Karin McDonald, Ivana Gianfredi e Lisa Stohard. Anche il cast degli autori venne completamente rinnovato, e a Fosco Gasperi (unico riconfermato) si aggiunsero tra gli altri Enrico Vaime, Giorgio Faletti e Maurizio Micheli.
Anche la seconda edizione, conclusasi il 31 maggio 1986, fu seguita da due puntate antologiche intitolate Ti ricordi al Grand Hotel? trasmesse sabato 7 e 14 giugno sempre in prima serata.
Nella prima edizione, la sigla di testa La vita è un Grand Hotel era cantata da tutto il cast, quella di coda Sì (Turchi-Cairo-Bobbio-Parisini) da Carmen Russo. Nella seconda, la nuova sigla di coda Il mio uomo fu cantata da Sydne Rome mentre la sigla iniziale, Stasera sì, era interpretata dal gruppo The Keyboards.
Il programma veniva registrato presso lo studio A della Profit di Via Mambretti, 9 a Milano. Ai tempi il centro di produzione era denominato Studio One S.r.l..

### Capodanno al Grand Hotel
Il 31 dicembre del 1985, sempre a partire dalle 20:30, andò in onda una puntata speciale del programma con tutto il cast al completo, dal titolo Capodanno al Grand Hotel. Il programma fu trasmesso, per la prima volta, su tutte e tre le reti Fininvest unificate, e fu presentato da Corrado con vallette d'eccezione Eleonora Resta e le ragazze vincitrici dei titoli di Miss Italia 1985 e con ospiti in studio diversi personaggi di Canale 5, tra cui Lino Banfi, Massimo Boldi, Augusto Martelli e il cast di Drive In. Il programma ha offerto per la prima volta, sia pure senza la diretta, l'occasione del classico brindisi del 1986.

## Media ascolti TV
| Edizione  | Telespettatori | Share |
| --------- | -------------- | ----- |
| 1985-1986 | 9.000.000      |       |